# Xã Noble, Quận Auglaize, Ohio
Xã Noble (tiếng Anh: Noble Township) là một xã thuộc quận Auglaize, tiểu bang Ohio, Hoa Kỳ. Năm 2010, dân số của xã này là 1.716 người.